# Campionati italiani di triathlon lungo del 1996
I Campionati italiani di triathlon lungo del 1996 sono stati organizzati dalla Federazione Italiana Triathlon e si sono tenuti a Marina di Campo in Toscana, in data 13 ottobre 1996.
Tra gli uomini ha vinto Federico Girasole ( Forze Armate Triathlon), mentre la gara femminile è andata a Mirella Gandellini (Zeppelin Triathlon Team).

## Risultati

### Élite uomini
| Pos. | Atleta              | Società sportiva        | Nuoto    | Bici     | Corsa    | Totale   |
| ---- | ------------------- | ----------------------- | -------- | -------- | -------- | -------- |
|      | Federico Girasole   | Forze Armate Triathlon  | 00:55:04 | 03:16:22 | 01:57:25 | 06:08:51 |
|      | Giancarlo Bettin    | Läufer Club Bozen       | 00:54:07 | 03:12:25 | 02:04:32 | 06:11:04 |
|      | Matteo Mormorunni   | Toscana Triathlon Team  | 00:49:48 | 03:19:05 | 02:08:24 | 06:17:17 |
| 4    | David Morelli       | Galileo Triathlon       | 00:49:45 | 03:27:34 | 02:00:24 | 06:17:43 |
| 5    | Nicola Carpanese    | Fun Tri Team            | 00:52:07 | 03:19:50 | 02:06:34 | 06:18:31 |
| 6    | Marco Damiani       | Galileo Triathlon       | 00:56:41 | 03:21:38 | 02:00:23 | 06:18:42 |
| 7    | Roland Lazzarini    | Ferrara Triathlon Club  | 00:57:47 | 03:18:17 | 02:05:01 | 06:21:05 |
| 8    | Klaus Runer         | Läufer Club Bozen       | 00:57:10 | 03:14:42 | 02:12:07 | 06:23:59 |
| 9    | Gianfranco Coppa    | Lazio Triathlon         | 00:57:13 | 03:28:24 | 02:00:14 | 06:25:51 |
| 10   | Luigi Bacco         | Happidea Triathlon      | 00:57:25 | 03:25:53 | 02:03:59 | 06:27:17 |
| 11   | Giovanni Bertagnin  | Forze Armate Triathlon  | 01:00:45 | 03:25:50 | 02:01:39 | 06:28:14 |
| 12   | Marco Salamon       | Forze Armate Triathlon  | 00:54:56 | 03:26:18 | 02:07:52 | 06:29:06 |
| 13   | Gian Luca Guadagni  | Fun Tri Team            | 00:58:03 | 03:25:10 | 02:08:51 | 06:32:04 |
| 14   | Yann Jourdren       | Dijon Triathlon CSL     | 00:57:58 | 03:25:13 | 02:11:53 | 06:35:04 |
| 15   | Alessandro Melizza  | Torino Triathlon        | 00:58:00 | 03:34:59 | 02:02:55 | 06:35:54 |
| 16   | Federico Banti      | Forze Armate Triathlon  | 00:52:47 | 03:30:27 | 02:14:01 | 06:37:15 |
| 17   | Fabio Rossi         | Zeppelin Triathlon Team | 00:56:01 | 03:34:49 | 02:06:48 | 06:37:38 |
| 18   | Fabrice Pillon      | Dijon Triathlon CSL     | 01:02:44 | 03:31:02 | 02:05:28 | 06:39:14 |
| 19   | Alessandro Mattioli | Galileo Triathlon       | 00:57:49 | 03:35:44 | 02:06:03 | 06:39:36 |
| 20   | Massimiliano Lotti  | Triathlon Club Pistoia  | 00:51:09 | 03:32:36 | 02:17:38 | 06:41:23 |

### Élite donne
| Pos. | Atleta             | Società sportiva        | Nuoto    | Bici     | Corsa    | Totale   |
| ---- | ------------------ | ----------------------- | -------- | -------- | -------- | -------- |
|      | Mirella Gandellini | Zeppelin Triathlon Team | 00:58:24 | 03:49:41 | 02:12:24 | 07:00:29 |
|      | Manuela Ianesi     | Läufer Club Bozen       | 00:52:28 | 03:49:14 | 02:22:36 | 07:04:18 |
|      | Dominique Milou    | Dijon Triathlon CSL     | 01:06:59 | 03:58:34 | 02:20:52 | 07:26:25 |
| 4    | Monica Ferrari     | Fumane Triathlon        | 01:13:46 | 04:24:56 | 02:40:06 | 08:18:48 |
| 5    | Daniela Ianesi     | Läufer Club Bozen       | 01:03:06 | 04:39:06 | 02:52:37 | 08:34:49 |
| 6    | Clarice Zdanski    | S.C.A.                  | 01:23:49 | 05:00:26 | 03:00:58 | 09:25:13 |
| 7    | Silvia Wieneke     | Triathlon Lugano        | 01:21:26 | 04:59:26 | 03:04:57 | 09:25:49 |